# Severn (Maryland)
Severn es un lugar designado por el censo ubicado en el condado de Anne Arundel en el estado estadounidense de Maryland. En el Censo de 2010 tenía una población de 44.231 habitantes y una densidad poblacional de 964,13 personas por km².

## Geografía
Severn se encuentra ubicado en las coordenadas 39°8′8″N 76°41′38″O / 39.13556, -76.69389. Según la Oficina del Censo de los Estados Unidos, Severn tiene una superficie total de 45.88 km², de la cual 45.88 km² corresponden a tierra firme y (0%) 0 km² es agua.

## Demografía
Según el censo de 2010, había 44.231 personas residiendo en Severn. La densidad de población era de 964,13 hab./km². De los 44.231 habitantes, Severn estaba compuesto por el 51.87% blancos, el 33.5% eran afroamericanos, el 0.31% eran amerindios, el 7.81% eran asiáticos, el 0.16% eran isleños del Pacífico, el 1.89% eran de otras razas y el 4.46% pertenecían a dos o más razas. Del total de la población el 6.27% eran hispanos o latinos de cualquier raza.